# Hans Tabor
Hans Tabor (25. april 1922 i København – 19. november 2003) var en dansk diplomat og socialdemokratisk politiker.
Som Danmarks FN-ambassadør var han formand for FN's Sikkerhedsråd i 1967, da Seksdageskrigen mellem Israel og en række arabiske lande i Mellemøsten brød ud. Han opnåede en kortvarig verdensberømmelse, da det lykkedes ham at forhandle en våbenhvile på plads mellem de krigsførende parter. 
Jens Otto Krag udnævnte ham kort efter hans diplomatiske succes til udenrigsminister i Regeringen Jens Otto Krag II, men da regeringen faldt blot fire måneder senere ved folketingsvalget i 1968, vendte han tilbage til diplomatiet.
Han var Danmarks ambassadør i Norge i perioden 1986-92. 
Han ligger begravet på Frederiksberg ældre kirkegård.